# قتاد غربي
القَتَاد الغربي (باللاتينية: Astragalus algarbiensis) نوع نباتي عشبي من جنس القتاد. سمي نسبة إلى مدينة الغرب (بالبرتغالية: Algarve‏) في البرتغال.

## البيئة والانتشار
موطنه المغرب العربي وإسبانيا والبرتغال.

## مرادفات للاسم العلمي
- (باللاتينية: Tragacantha algarbiensis (Bunge) Kuntze)